# Сорочинка (деревня, Плавский район)
Сорочинка — деревня в Плавском районе Тульской области России.
В рамках административно-территориального устройства включается в Частинский сельский округ Плавского района, в рамках организации местного самоуправления включается в Пригородное сельское поселение.

## География
Деревня находится в южной части Тульской области, в лесостепной зоне, в пределах северо-восточной части Среднерусской возвышенности, на левом берегу реки Малыни, на расстоянии примерно 14 километров (по прямой) к северо-западу от города Плавска, административного центра района. Абсолютная высота — 188 метров над уровнем моря.

### Климат
Климат характеризуется как умеренно континентальный, с умеренно холодной снежной зимой и тёплым летом. Среднегодовая многолетняя температура воздуха составляет 4,2 °С. Абсолютный минимум температуры воздуха холодного периода составляет −42 °C; абсолютный максимум тёплого периода — 37 °C. Безморозный период длится около 141 дня. Среднегодовое количество атмосферных осадков составляет 536 мм, из которых большая часть (322 мм) выпадает в тёплый период. Среднегодовая скорость ветра составляет 4,6 м/с.

### Часовой пояс
Деревня Сорочинка, как и вся Тульская область, находится в часовой зоне МСК (московское время). Смещение применяемого времени относительно UTC составляет +3:00.

## Население
| 2010 |
| ---- |
| 9    |

### Национальный состав
Согласно результатам переписи 2002 года, в национальной структуре населения русские составляли 100 % из 6 чел.